# Quercus tuberculata
Quercus tuberculata — вид рослин з родини букових (Fagaceae), поширений на півночі й заході Мексики.

## Опис
Це дерево між 6 і 20 метрів заввишки; стовбур до 30 см в діаметрі. Кора тонка, сіра, луската. Гілочки тонкі, червонуваті, майже голі; є численні, бліді, підняті сочевички. Листки опадні, шкірясті, довгасті, еліптичні до яйцюватих, або зворотно-яйцюватих, (5)8–10(15) × 3–5(9) см; верхівка від тупої до гострої, іноді виїмчаста; основа від округлої до серцеподібної, рідко клиноподібна, часто асиметрична; край потовщений, злегка загнутий, цілісний, іноді хвилясто-зубчастий; верх більш-менш темно-жовтувато-оливково-зелений, блискучий, голий або з кількома волосками; низ блідіший, тьмяно-зелений, голий або з кількома волосками; ніжка червонувата, 2–10 мм. Чоловічі сережки 5–8 см, з численними квітками. Жіночі суцвіття до 3 см завдовжки, з 2–3 квітками. Жолуді еліпсоїдні, 10–25 мм завдовжки й 10–15 мм ушир; чашечка вкриває від 1/3 до 1/2 горіха, 14–16 мм у діаметрі, з товстими, сильно бородавчастими лусочками; дозрівають першого року у серпні — листопаді.

## Середовище проживання
Поширення: Мексика (Нижня Каліфорнія, Сонора, Сіналоа, Нуево-Леон, Наярит, Мічоакан, Дуранго, Чіуауа). Росте на висотах від 900 до 2000 метрів, де схил місцевості коливається між 30° і 40°, загальна кількість опадів становить від 500 до 600 мм, а середньорічна температура становить від 18 до 24°C, віддає перевагу слабокислому ґрунту з низьким вмістом органічних речовин. Зростає поруч зі струмками або природними джерелами води.

## Використання
Використовується як дрова. Жолуді їстівні.

## Загрози
Знищення середовища існування через людський розвиток, заготівля дров, пожежі та хвороби представляють певну загрозу для виду, але в цілому, внаслідок чисельності та поширення цього виду, ці загрози є локалізованими.